# Мосин, Алексей Геннадьевич
Алексе́й Генна́дьевич Мо́син (род. 28 апреля 1957, Горький) — российский историк и общественный деятель, доктор исторических наук (2002), председатель Екатеринбургского общества «Мемориал» (с 2021).

## Биография
Родился в семье уральского художника Геннадия Мосина. Прапрадед, житель села Каменное Озеро Богдановичевского района Свердловской области Александр Григорьевич Воробьёв, репрессирован в 1937 году в возрасте 80 лет. Вскоре после рождения Алексея семья вернулась на родину отца.
В 1981 году окончил исторический факультет Уральского государственного университета по специальности «историко-архивоведение». В 1986 году защитил кандидатскую диссертацию по теме «Книжная культура и рукописная традиция русского населения Вятского края (XVII — середина XIX в.)», 14 мая 2002 года — докторскую диссертацию по теме «Исторические корни уральских фамилий: опыт историко-антропонимического исследования» (официальные оппоненты Н. А. Миненко, Н. П. Парфентьев, С. О. Шмидт).
Работал в УрГУ, Институте экономики УНЦ АН СССР (РАН), Центральной научной библиотеке УрО РАН. С 2005 года — профессор кафедры истории России УрГУ (УрФУ), до 2017 года был заведующим кафедрой истории и проректором по научной работе Миссионерского института при Ново-Тихвинском женском монастыре. Научный руководитель проекта «МИР — Моя История Рода».
Председатель Межрегионального общественного совета по развитию Музейно-мемориального комплекса памяти жертв политических репрессий в Екатеринбурге (с 2019). Выступал в защиту осуждённого блогера Руслана Соколовского. Член Вольного исторического общества.
Председатель Уральского отделения Археографической комиссии РАН (с 2003). Награждён медалью имени Н. К. Чупина Свердловского областного краеведческого музея (2000), лауреат Всероссийской литературной премии им. П. П. Бажова за книгу «Род Демидовых» (2013).
Женат с 1983 года, имеет сына и двух внуков.

## Основные работы
- Исторические корни уральских фамилий. — Екатеринбург: Гощицкий, 2008. — 792 с. ISBN 978-5-98829-012-4
- Род Демидовых. — Екатеринбург: Сократ, 2012.